# El Salvador en los Juegos Paralímpicos de Londres 2012
El Salvador estuvo representado en los Juegos Paralímpicos de Londres 2012 por un deportista masculino. El equipo paralímpico salvadoreño no obtuvo ninguna medalla en estos Juegos.